# ميخائيل كيسلر
ميخائيل كيسلر (بالإنجليزية: Michael Kessler)‏ هو فنان ورسام أمريكي، ولد في 23 أكتوبر 1954.